# Handschrift 202
Handschrift 202 is een 12e-eeuws manuscript met de Defloratio epistolae ad Romanos et ad Corinthios I van Florus Lugdunensis. Het is waarschijnlijk in Utrecht vervaardigd. Dit manuscript is afkomstig uit de Paulusabdij in Utrecht. Het is in 1584 opgenomen in de stedelijke bibliotheek van de Utrechtse vroedschap. Tegenwoordig wordt Hs. 202 bewaard in de Universiteitsbibliotheek Utrecht. Het is te citeren als: Universiteitsbibliotheek Utrecht Hs. 202 (2 A 9).

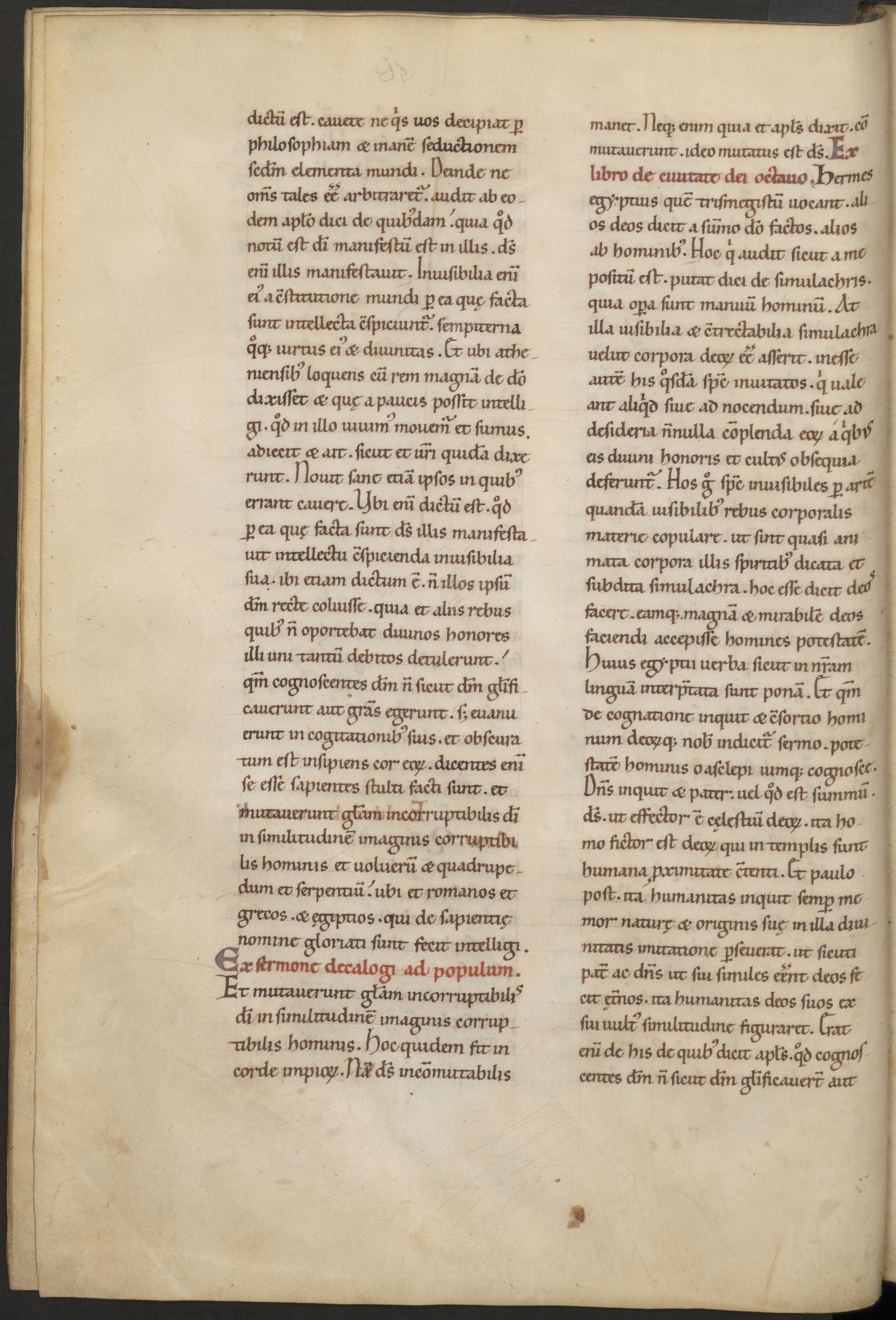
Hs. 2020, f. 10v. zichtbare prikgaatjes en met loodstift getrokken lijnen.

## Omschrijving
Het manuscript is tussen 1125 en 1175 door één hand geschreven in het pregotisch schrift. Dit schrift is gebaseerd op de Karolingische minuskel en heeft al wat kenmerken uit het gotisch schrift. De letters zijn smaller, waardoor een meer gecomprimeerd schrift ontstaat. Daarnaast worden letters vaker met elkaar verbonden en zijn de stokken en schachten korter. Door dit compactere schrift kon de regelafstand worden beperkt. Zo werd het mogelijk de bladen in twee kolommen op te maken.
Dit manuscript bestaat uit 238 perkamenten bladen (folia) van 360 bij 250 mm. De katernen bestaan uit 8 bladen, die in twee kolommen zijn opgemaakt. Op veel folia zijn de prikgaatjes en met loodstift getrokken lijnen nog zichtbaar. Deze werden door de kopiist aangebracht om de regels uit te tekenen.
Het manuscript is in de 15e eeuw opnieuw gebonden. Het is voorzien van een leren band over houten platten, blindgestempeld met een ruitpatroon van tripellijnen. Op het voorplat zijn vijf loden knoppen aangebracht en het manuscript is voorzien van twee klampsluitingen. Opvallend is dat het afvalblad, dat als voorschutblad dient, uit een reuzenbijbel uit de vroege 12e eeuw afkomstig is.
Het handschrift is gedecoreerd met twee grote initialen. De eerste initiaal is met pen in rode en groene inkt getekend. In de initiaal zijn in de draaiende bladranken een haas en een vogel verwerkt. Deze initiaal staat aan het begin van het eerste deel van het manuscript. De tweede initiaal is met pen in rode inkt getekend en bestaat alleen uit draaiende bladranken. Deze staat aan het begin van het tweede deel. Aan het eind van elk katernen is het nummer van de katern in het midden van de onderste marge weergegeven. Enkele van deze nummers zijn voorzien van versiering in de vorm van stippen, die een soort bloemmotief vormen. Op een van de schutbladen achter in het manuscript zijn tekeningen te zien, waaronder een gezichtje dat in het perkament is gekrast.

## Geschiedenis

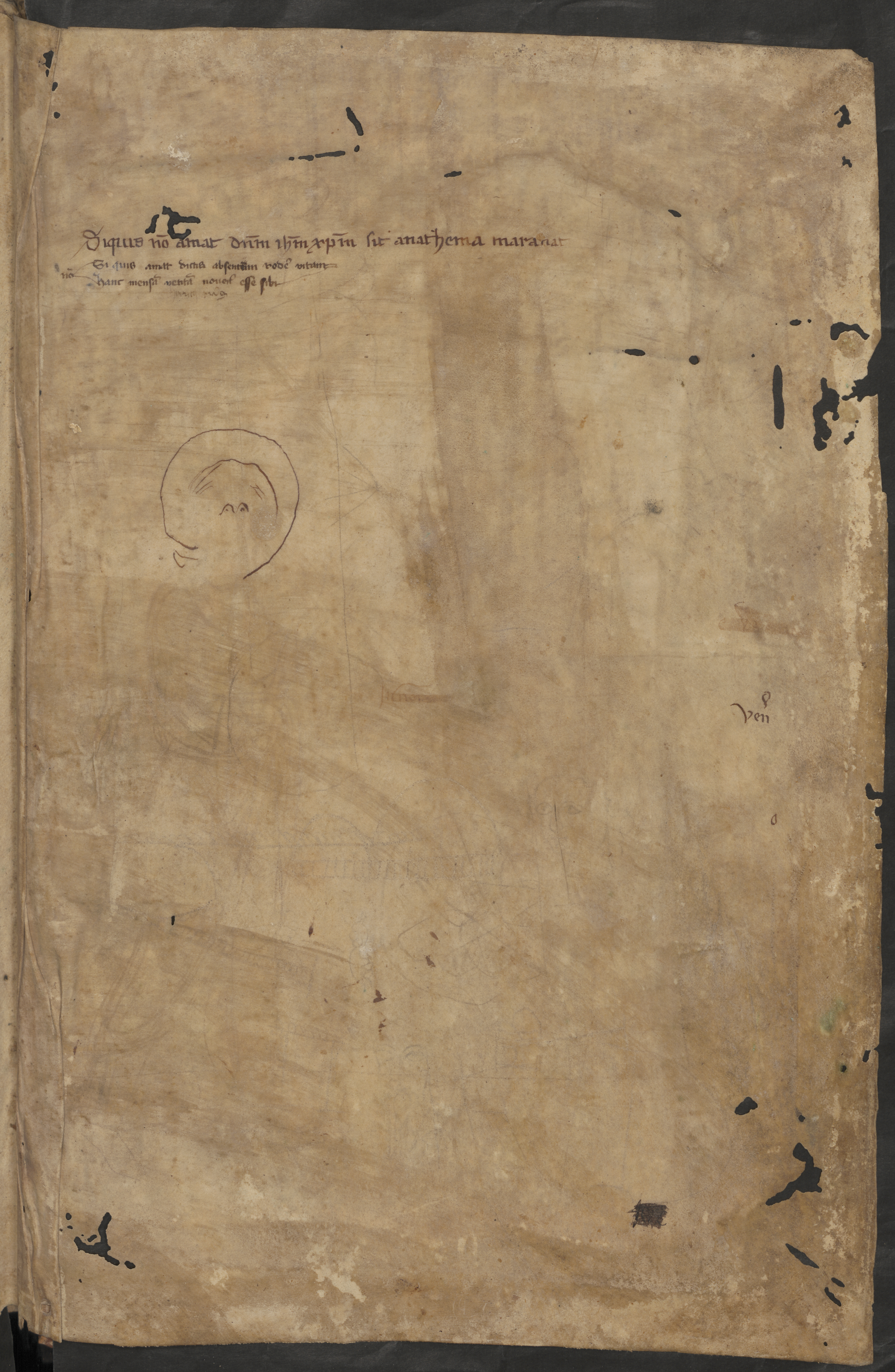
Hs. 202,Schutblad 1v. alternatieve vervloekingsformule en diverse tekeningen.

Aannemelijk is dat het manuscript in de 13e eeuw in het bezit was van de Paulusabdij. Dat is af te leiden uit kopieën van twee oorkonden ten bate van de abdij, die voor en achter in het manuscript zijn bijgeschreven. Deze oorkonden van abt Heydenricus zijn uit 1256 en 1265. Het eigendomskenmerk ‘Liber monasterii S. Pauli in Traiecto inferiori’, dat wil zeggen dat het boek eigendom is van de Paulusabdij, komt viermaal voor in het manuscript. Op de voorste schutbladen is deze tekst tweemaal aangebracht. In het klein is de tekst te vinden in de boven marge op het eerste blad met de versierde initiaal. Tot slot is de tekst te vinden op een van de achterste schutbladen.

## Inhoud
Hs. 202 bevat de Latijnse tekst van de commentaren die Florus Lugdunensis geschreven heeft op de brief van Paulus aan de Romeinen en de eerste brief aan de Korintiërs. De tekst is in ruime mate voorzien van met rode pen aangebrachte rubricering.
Achter in het manuscript is een variant op de standaard vervloekingsformule tegen diefstal te vinden. Deze is door een latere hand geschreven en lijkt te suggereren dat de schrijver de draak wil steken met de formule. Een kerkelijke ban voor iets ‘kleins’ als het stelen van een boek lijkt een wat zware straf. Een dergelijke straf past meer bij een gebrek aan liefde voor Jezus Christus.